# Dagur Kári
Dagur Kári Pétursson, meist kurz Dagur Kári (* 12. Dezember 1973 in Aix-en-Provence) ist ein isländischer Filmemacher und Musiker.

## Leben
Dagur Kári wurde als Kind isländischer Eltern in Aix-en-Provence (Frankreich) geboren und kam im Alter von drei Jahren nach Island. Sein Vater ist der Schriftsteller und Übersetzer Pétur Gunnarsson.
Von 1995 bis 1999 besuchte er die Dänische Filmhochschule. Dort drehte er den Kurzfilm Old Spice sowie seinen Abschlussfilm Lost Weekend. Sein erster Spielfilm Nói Albínói wurde 2003 veröffentlicht und war in Skandinavien ein großer Erfolg.
Er spielt außerdem in der isländischen Band Slowblow, die den Soundtrack zu bisher allen seinen Filmen beisteuerte.

## Filmografie
- 1999: Old Spice
- 1999: Lost Weekend
- 2001: Villiljós
- 2003: Nói Albínói
- 2005: Dark Horse (Voksne mennesker)
- 2009: Ein gutes Herz
- 2012: One Day at a Time
- 2015: Virgin Mountain (Fúsi)